# Ernst Schwartz
Pour les articles homonymes, voir Schwartz.
Ernst August Konstantin Schwartz (né le 3 mars 1883 à Breslau et mort le 19 janvier 1932 à Berlin-Reinickendorf) est un peintre et graphiste allemand.

## Biographie
Après ses études, il étudie la pharmacie aux universités de Berlin et de Stuttgart (de), conformément au souhait de ses parents. Après avoir réussi l'examen d'État pharmaceutique, il travaille comme peintre à Stettin, Munich et Berlin - interrompu par son service militaire pendant la Première Guerre mondiale et le putsch de Kapp - et fait de son ancien passe-temps un métier. Lors de l'exposition d'art de Munich, il reçoit une médaille d'or pour l'une de ses œuvres. Il détient le titre de professeur et vit pour la dernière fois à Berlin-Frohnau, Burgfrauenstrasse 15. En 1926, il rejoint le NSDAP. Il devient également membre du SA Storm et est nommé chef des troupes SA le 18 janvier 1932. Le même jour, Schwartz participe à une « soirée tempête » de la SA au « restaurant Bergschloss » à Waidmannslust. Après avoir obtenu leur diplôme, l'homme de 48 ans et une cinquantaine de personnes partageant les mêmes idées, accompagnés de six policiers, puis d'un seul, se rendent à Reinickendorf en passant par la colonie de Felseneck, principalement peuplée de communistes, où ils chantent à haute voix des chants nationaux-socialistes. En peu de temps, de violents affrontements ont lieu avec des habitants appartenant à la ligue communiste de lutte contre le fascisme. Le communiste Fritz Klemke est abattu par des membres des SA après avoir été blessé par des pierres et allongé au sol, incapable de se battre. Alors que les auteurs s'enfuient, Schwartz recule, est rattrapé par des communistes et renversé. Puis, alors qu'il gît au sol, il est poignardé. Il meurt peu avant midi le 19 janvier 1932 à l'hôpital Berlin-Reinickendorf des suites de coups de couteau au cœur.

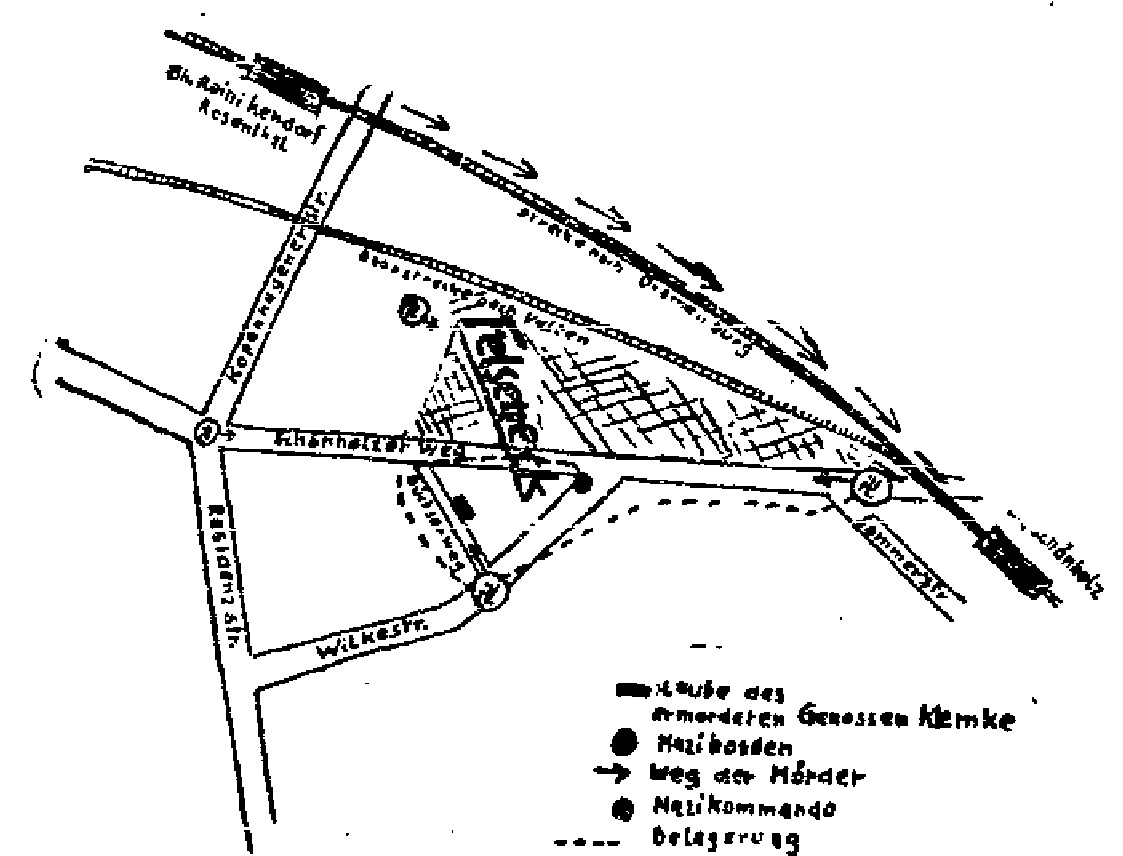
Plan du site de l'attaque de la colonie de Felseneck

En avril 1932, un procès pour le meurtre de Schwartz commence devant le tribunal régional III de Berlin. Dix-huit membres de la Ligue de lutte contre le fascisme ainsi que des habitants de la colonie d'arcades de Felseneck, défendus par Hans Litten, sont inculpés. Ce procès et la procédure d'appel (dans laquelle Litten n'est plus impliqué en tant qu'avocat de la défense mais en tant que témoin) se terminent par l'acquittement de tous les travailleurs accusés du meurtre de Schwartz. La deuxième procédure est légalement conclue le 22 décembre 1932. Après la prise du pouvoir par les nationaux-socialistes en 1933, l’affaire « Felseneck » est rouverte. Lors d'un procès, Litten est forcé par les nationaux-socialistes - sous la menace de torture - de comparaître comme témoin contre son ancien client Karl Ackert (né en 1897 et décédé le 19 novembre 1933 à Berlin). Litten est contraint d'expliquer qu'il a reconnu des preuves précoces selon lesquelles Ackert a tué Schwartz et qu'il le lui a finalement avoué confidentiellement. Ackert, qui risque la peine de mort, décède en détention. Litten se suicide ensuite dans un camp de concentration. Schwartz est stylisé comme un héros par la propagande. En 1932, la SA Storm 23/4 à Berlin est baptisée « Sturm 23 Ernst-Schwartz » en sa mémoire. En 1934, une pierre commémorative en l'honneur de Schwartz est érigée sur le lieu de sa mort. Un parc de loisirs porte également son nom.
En 1934, une exposition commémorative de ses œuvres artistiques a lieu au 15 Leipziger Platz à Berlin.